# みみヨリぃ!?
『みみヨリぃ!?』は、2006年4月16日から2007年9月30日までテレビ大阪で放送されていた情報バラエティ番組。放送時間は、2007年4月1日までは毎週日曜 11:30 - 12:24だったが、同年4月8日からは30分拡大して11:30 - 12:54になった。

## 概要
2006年2月まで同時間帯で放送されていた『征平・宮根のクチコミぃ!?』のリニューアル版で、同様に視聴者からの口コミ情報を基にした内容で放送されていた。前番組で司会を務めていたメンバーのうち、桑原征平と吉岡美穂は引き続き出演していたが、本番組では宮根誠司が司会から外れ、替わって石田靖が参入した。本番組の放送形態は1本生・1本収録の隔週生放送で、生放送の終了後すぐに収録したものを翌週に放送していた。
吉岡はその後、産休に入るために2007年1月7日放送分をもって降板し、翌週からは替わって相澤仁美が参入した。同年春の改編で番組の放送時間が拡大したが、それから半年後に番組は終了。『クチコミぃ!?』時代から数えて2年間の放送に幕を下ろした。後番組は、『クチコミぃ!?』時代からの出演者であるたむらけんじを司会に起用した『GA-tuuun!』。

## 出演者

### 司会
- 桑原征平
- 石田靖
- 吉岡美穂 - 2007年1月7日放送分まで出演。
- 相澤仁美 - 吉岡に替わって2007年1月14日放送分から出演。

### レギュラー出演者
- たむらけんじ
- 彦摩呂 - 2007年4月からグルメリポーターとして出演。
- ダイアン
- スマイル
- 藁谷麻美（当時テレビ大阪アナウンサー）
- たこるくん（テレビ大阪マスコットキャラクター）

### ナレーター
- 竹房敦司
- 黒部亜希子（当時テレビ大阪アナウンサー）

## スタッフ

### 番組終了時のスタッフ
- 構成：桑原尚志、柳田コージ、大森勇、伊藤友一、今澤圭輔、浜口尚弘、尻谷よしひろ
- ブレーン：弘中麻由、高井祥
- スイッチャー：佃義久
- カメラマン：印田英樹、置塩勝也、山本明美
- 音声：藤井昭
- ビデオエンジニア：山本昌弘
- 照明：茂谷治
- 美術：赤坂知津
- スタイリスト：水口佐智子、二見綾子、大西千晴 ／ 岩切歩（スタジオセルズ）
- メイク：武田明美
- ENG：吉岡英知、石島憲一
- ロケ音声：清水俊孝、越中丈司
- VTR編集：橋本秀幸
- MA：辻賢一
- 音効：善治良博
- タイトル：小林ユカ
- CG：中俣敬太
- 編成：中西秀人
- 番組宣伝：福本満美子
- パブリシティ企画：世古裕一、瀬川玲子
- HPコーディネイト：和田紀之、熊谷和久
- アシスタントプロデューサー：牛丸善弘、吉川孝二、伊東佐知子（以前はディレクター）
- ディレクター：大槻修士、尾櫃秀樹、徳地英孝、赤堀哲也、坂口芳隆、安達頼子、永田昇、田中慎二
- 演出：岩田良方、大川一馬
- プロデューサー：東口幸司
- 制作協力：テーク・ワン、ky's、Jワークス、ブリッジ、Devotion、GREEN ART、エルUp、音響企画、WITH YOU
- 製作著作：テレビ大阪

### 途中まで参加していたスタッフ
- 構成：渡邊仁
- プロデューサー：徳岡敦朗、宮谷雅秋
- ディレクター：岡本宏毅、加藤、笠原健広、松浦拓也、平岩憲和、濱田洋輔
- 編成：細矢佐和子、山下佳那子
- 番組宣伝：鈴木奈摘
- パブリシティ企画：清原寛、伏田知義
- タイトル：平田幸子